# Jaliuny Boldbaatar
Jaliuny Boldbaatar –en mongol, Халиуны Болдбаатар– (20 de octubre de 1971) es un deportista mongol que compitió en judo. Ganó dos medallas en los Juegos Asiáticos en los años 1994 y 1998, y cinco medallas en el Campeonato Asiático de Judo entre los años 1991 y 2001.

## Palmarés internacional
| Juegos Asiáticos    | Juegos Asiáticos      | Juegos Asiáticos  | Juegos Asiáticos |
| Año                 | Lugar                 | Medalla           | Categoría        |
| ------------------- | --------------------- | ----------------- | ---------------- |
| 1994                | Hiroshima (Japón)     | Medalla de bronce | –71 kg           |
| 1998                | Bangkok (Tailandia)   | Medalla de oro    | –73 kg           |
| Campeonato Asiático |                       |                   |                  |
| Año                 | Lugar                 | Medalla           | Categoría        |
| 1991                | Osaka (Japón)         | Medalla de plata  | –71 kg           |
| 1995                | Nueva Delhi (India)   | Medalla de bronce | –71 kg           |
| 1997                | Manila (Filipinas)    | Medalla de plata  | –71 kg           |
| 1999                | Wenzhou (China)       | Medalla de plata  | –73 kg           |
| 2001                | Ulán Bator (Mongolia) | Medalla de bronce | –73 kg           |